# Zilog ZNEO
Die Zilog ZNEO-Z16F-Serie ist eine weiterentwickelte Z8-Encore!-Reihe. Die Controller führen die meisten Befehle in einem Taktzyklus aus, wodurch sie etwa 15 MIPS bei 20 MHz Taktfrequenz erreichen. Integriert sind maximal 128 KByte Flash-Programm- und 4 KByte Datenspeicher. Maximal 16 MByte externe Speicher sind über einen 24-Bit-Adressbus und einen wahlweise 8- oder 16-Bit-Datenbus anschließbar. Der Befehlssatz bietet arithmetische und logische 8-, 16- und 32-Bit-Operationen, zusätzlich Multiplikation mit je 32-Bit-Faktoren und 64-Bit-Division mit maximal 32-Bit-Divisoren.
Weitere wesentliche Komponenten sind:
- Zwölf 10-Bit Analog-Digital-Umsetzer (sukzessiv approximierend) mit Sample & Hold
- Ein Analog-Komparator
- Ein Operationsverstärker
- Drei 16-Bit-Timer
- Ein 12-Bit Pulsbreitenmodulator mit sechs Ausgängen
- Watchdog-Timer mit eigenem Oszillator
- Ein Vierkanal DMA-Controller
- Zwei 9-Bit-UARTs, vollduplex
- Ein ESP-Interface (Enhanced Serial Periphal Interface)
- Ein I²C-Master/Slave-Controller
- Maximal 76 digitale Ein-/Ausgabekanäle